# 皇甫重
皇甫 重（こうほ ちょう、? - 305年）は、中国西晋時代の将軍。字は倫叔。安定郡朝那県の出身。

## 生涯
沈着で果断であり、才幹があったという。司空張華より称賛を受け、やがて新平郡太守に抜擢された。
元康年間、張華の推挙により秦州刺史に任じられ、冀城に入った。
太安元年（302年）、長沙王司馬乂が輔政するようになると、皇甫重の弟である皇甫商はその参軍となった。当時、河間王司馬顒が関中を鎮守しており、彼の配下である李含は以前より皇甫商・皇甫重を嫌っており、内心恨みを抱いていた。その為、李含は司馬顒へ「皇甫商は司馬乂に信任されているので、皇甫重が公に従う事は無いでしょう。出来るだけ彼を早く除き、一地方の憂いを取り払うべきです。彼に朝廷内の官職を推薦し、帰還の途上で長安を通った時に、兵を派遣して捕らえるべきです」と勧めた。皇甫重はこの謀略を事前に察知し、秘かに尚書に手紙を送り、李含が乱を企んでいるとして秦州六郡の兵を率いてこれを討伐する許可を求めた。しかし、司馬乂はまだ乱を平定したばかりだった事から、混乱の拡大を避けるために皇甫重には兵の解散を命じ、李含を河南尹に任じて長安から遠ざけさせた。李含はこれに従ったが、皇甫重は拒否したので、司馬顒は金城郡太守游楷・隴西郡太守韓稚らに4郡の兵を率いさせ、冀城を守る皇甫重を攻撃させた。
太安2年（303年）8月、司馬顒は成都王司馬穎と共に司馬乂討伐を目論んで挙兵すると、督護張方を洛陽攻撃の為に派遣した。司馬乂は洛陽の包囲を解く為、雍州刺史劉沈に7郡の兵1万人余りを与えて長安へ進軍させ、皇甫重にも劉沈に呼応して司馬顒を討つよう命じた。さらに、詔を持たせて皇甫商を西進させ、游楷らに皇甫重との戦いを停止するよう伝えようとした。だが、皇甫商が新平に入った時、皇甫商を恨んでいた親族が司馬顒にこの動きを密告したので、司馬顒は皇甫商を捕えて殺した。
永安元年（304年）、劉沈は長安を攻撃するも、馮翊太守張輔が兵を率いて司馬顒を救援したので、捕らえられて殺害された。その後、司馬乂もまた内乱により敗死したが、皇甫重は依然として冀城防衛を続けた。彼は冀城外門を全て塞いだので、城里の民はみな戦の行方がどうなったのか知り得なかった。游楷らは土山を築いて攻城を試みたが、皇甫重は連弩を用いて彼らを尽く射殺した。さらに、皇甫重は城内で土を掘って窪みを作り、地下道から攻め入って来るのを拒んだ。皇甫重は臨機応変に計略を変えて良く対処し、城里の将士もまた死に物狂いで奮戦したので、敵軍は城郭に逼迫する事は出来なかった。
永興2年（305年）、游楷らとの争いは3年目に入った。皇甫重は城を包囲されると、養子の皇甫昌を派遣して東海王司馬越に救援を請うた。司馬越は司馬顒と対立していたが、司馬顒が皇太弟司馬穎を廃位させたことにより一時的に和解していたので、出兵に応じなかった。その為、皇甫昌はかつて殿中で仕えていた楊篇と謀り、司馬越の命と偽って金墉城に監禁されていた皇后羊献容を連れ出して皇后に復位させると、皇后の命を奉じ、張方の討伐と恵帝の奪還を宣言した。事情を知らない百官はこの命に従ったが、偽りであることが分かると、皇甫昌は殺された。
司馬顒は力押しで冀城を抜く事は出来ないと悟り、御史を派遣して詔と称して皇甫昌に投降を命じた。皇甫重はこれを朝廷の本意ではないと知っていたので、詔に応じなかった。当時、冀城の人は司馬乂と皇甫商が既に殺されている事を知らなかったので、皇甫重はこの機会に御史の車の操者へ「我の弟は以前、兵を率いて向かっていたが、まだ着かないのかね」と問うと、操者は「彼は既に河間王に殺害されました」と答えた。これに皇甫重は驚愕して真っ青になり、すぐに操者を殺害した。しかし、この情報は漏れてしまい、城里の人はみな外からの救援が無い事を知り、決起して皇甫重を殺害して投降してしまった。

## 伝記資料
- 『晋書』巻59　列伝29　　巻60　列伝30
- 『資治通鑑』巻84 - 巻86